# 雲尼·諾貝爾
温莉·洛克贝尔是荒川弘所著系列漫画《钢之炼金术师》及其改编作品中的虚构人物。在人物设定上，温莉是一名十五六岁的机械师少女，与两名男主角愛德華·艾力克（愛德）和艾爾凡斯·艾力克（阿爾）是青梅竹馬的好友；精通於机械修理，特别是剧中作为义肢存在的机械铠，亦为爱德华的机械铠提供专门维护。由于故事中缺乏女性角色，温莉原定在系列漫画的第一集第三話就登场，同时她的部分特质取材自荒川弘的个人经历。在改编电视动画的第一作《钢之炼金术师》中，温莉由丰口惠进行日语配音，英语版由凯特琳·格拉斯配音，香港和台湾的中文版配音员则分别是郑丽丽和傅曼君。在电视动画第二作《钢之炼金术师 FULLMETAL ALCHEMIST》中，日语配音员变为高本惠，台湾中文版则由詹雅菁接替配音。 
除了在漫画和系列电视动画中登场外，温莉还在动画第一作的接续剧场版《钢之炼金术师 香巴拉的征服者》和OVA中出现。漫画读者将温莉列为系列漫画中的十大人物，其形象因在故事中的人物态度，「与艾力克兄弟间的羁绊」和系列作品中的塑造而多获动漫爱好者报刊和其它媒体的称赞。

## 在系列作品中出现

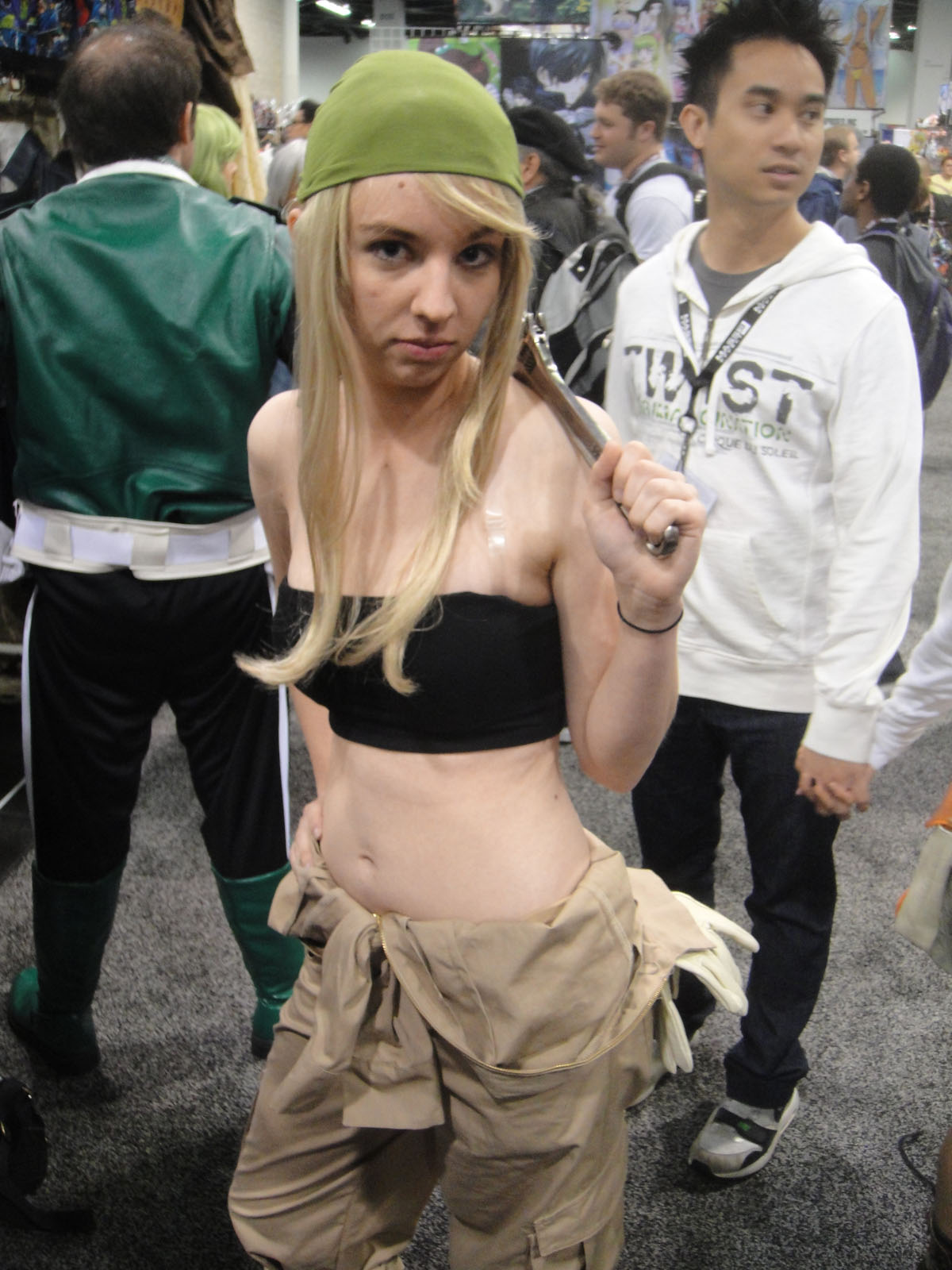
WonderCon2012上的一位扮演雲尼·諾貝爾的Cosplayer。

温莉是一名善良、乐观、真诚的女性，在漫画第九话中首次登場，與祖母比拿可修复爱德与「伤疤男」斯卡战斗而损坏的机械铠。出生在利塞布尔，童年时双亲在伊修巴尔战争中医治伤员时被杀，从此随祖母在利塞布尔生活。自幼便认识爱德和阿尔，是兄弟二人珍视的伙伴和家人。温莉十分熱愛机械和工具，擅长制造和修理机械铠，和祖母兼著名机械铠技师比拿可在家经营一家小商店。在艾力克兄弟人体炼成母亲失败后，由她们制作並修理爱德右臂和左腿的机械铠。为了保证它們处于最佳状态，温莉会在必要时外出提供修理。

### 在漫画和电视动画第二作中的登场
温莉在漫画和电视动画第二作中，在愛德的回憶中以童年造型出現；正式登場則是在艾力克兄弟重返利塞布尔時，趕工三天三夜修好愛德被斯卡破壞的右臂机械铠，但雲尼卻漏上了一根螺絲，導致爱德在第五研究所戰鬥時右臂机械铠再次故障。在愛德受傷入院後，来到中央市為爱德修好机械铠，並在军官马斯·休斯的家中过夜 。
故事中段，在艾力克兄弟继续调查「贤者之石」而决定拜访师傅伊兹米·卡迪斯时，温莉请求他们顺路带她到「机械铠之都」拉修山谷，在那里与盗贼帕妮孃结为朋友，並劝说她老实工作赚钱。此时温莉希望在当地的机械铠技师多米尼克手下做学徒但被拒绝，之後多米尼克為感謝温莉替兒媳接生，将她介绍给同为机械铠技师的加菲尔當徒弟 。温莉与艾力克兄弟回到中央市时得知马斯·休斯被杀而感到悲伤 。在艾力克兄弟追查「贤者之石」的线索，為引出人造人再度与斯卡对峙时，温莉從愛德和斯卡對話中，得知斯卡正是杀害双亲的兇手，一度想要用夺来的枪向斯卡射击，但被爱德阻止；她在斯卡逃跑后与爱德华作出约定，之後回去拉修山谷。
故事后段，已被识破人造人身分的大总统金格·布拉德雷運用权力将温莉和马斯坦古的手下莉莎·霍克艾當作人质，以牽制爱德华等人，但之後温莉自行启程去北方，為身處当地的爱德更换机械铠。最初她信任军方派來的的炼金术师金布利，但很快便得知艾力克兄弟正被金布利强迫追杀斯卡，便配合眾人扮演斯卡的人质以欺骗金布利。此时的她原谅了斯卡。「约定之日」到来前，爱德因局势建议温莉离开亞美斯多利斯，但被她拒绝；温莉告诉爱德尽其所能，不要怀疑自身。
在艾力克兄弟打敗「父親大人」（燒瓶裡的小人）後，温莉在家中迎接回復身體的艾力克兄弟並喜極而泣。两年後温莉在火车站送別愛德時，接受了他笨拙的求婚告白。之后两人结婚並育有一子一女。

### 在电视动画第一作及其衍生作品中的登场
温莉的角色形象在电视动画第一作系列中有所改变。故事初段加入隻身前往中央市找尋愛德，被巴利屠夫擄走的情節。中段在见到伊兹米·卡迪斯时，了解到她如何在人体炼成儿子时制造了人造人拉斯。之后温莉随艾力克兄弟出行，直到她得知自己的双亲在伊修巴尔战争中死于罗伊·马斯坦古之手便與艾力克兄弟分開，隨霍克愛前往中央市，並得悉马斯·修茲死訊。但在修茲家中听说马斯坦古深受朋友敬重后放弃与其见面。
其後温莉遇到前图书馆员，並曾當過修茲部下的榭丝卡，由於榭丝卡怀疑大总统秘书官茱丽叶·道格拉斯是人造人並谋杀休斯，二人前往中央司令部秘密调查，遭到道格拉斯（人造人斯洛烏斯）袭击，温莉认出對方与艾力克兄弟的母亲相似，两人被羅斯救出後便随即前往利塞布尔告知艾力克兄弟此事。在愛德捨身鍊回阿爾後，温莉以機械鎧為拉斯接上失去的右手和左腿。結局片尾回到拉修山谷，在多明尼克處繼續鑽研機械鎧技術。
在劇場版電影中，在伊茲米墓前遇到拉斯並為他修好損壞的機械鎧。拉斯帶著艾爾到地下都市打開「門」時，温莉亦隨榭絲卡潛入大總統辦公室，並和她一同掉進地下都市中。結果在地下都市重遇从异世界（沒有鍊金術的現實平行世界）归来的爱德华，為他換上機械鎧繼續戰鬥。在爱德华被迫再度离开后，继续同祖母一起制作机械铠。

### 在其它衍生作品中的登场
在2007年之后发行的多部OVA中温莉均有出场；她亦有自己的角色CD，名为《钢之音乐档案 - 温莉·洛克贝尔》，于2005年7月4日发行，CD以电视动画第一作的日语配音员丰口惠演唱的歌曲作为主打。在2017年日本真人版電影中，溫莉由日本女演員本田翼飾演。

## 角色创作与构思
漫画作者荒川弘原本计划在漫画第三话就让作为重要角色的温莉出场，以填补前两话中女性角色的缺失，但她的责编告诉她这样的出场时间过早。荒川弘对温莉的首次亮相感到满意；她认为温莉是一个帮助读者理解艾尔利克兄弟困境的「缓冲人物」，因为温莉在故事中虽然很难与他们交流，却能够理解他们的感受；因此荒川弘认为温莉在他们伙伴三人中态度最为积极。温莉的职业设定灵感则来自作者对于人们劳有所得的看法。此外，温莉和祖母比拿可在艾力克兄弟丧母后如何欢迎他们来访，也反映了作者认为人们应该面对社会问题的观点。2006年，在被问到她最喜爱的《钢之炼金术师》角色时，荒川弘觉得自己很难作出抉择，但她最终挑选了温莉、艾力克兄弟和莉莎·霍克艾；她亦曾说过自己极喜欢画温莉这个角色。

## 评价与反响
温莉的角色设定得到了普遍的正面评价。Pop Culture Shock的撰稿莉迪亞·霍伊納克基（Lydia Hojnacki）谈到温莉与艾力克兄弟间的关联时，把温莉列为自己喜爱的《钢之炼金术师》女性角色； Mania Entertainment的賈里德·派恩（Jarred Pine）喜爱温莉在漫画中比电视动画第一作更深的角色发展，强调了温莉初遇莉莎的一幕，认为这是「简单的一幕，但确实为角色发声」。漫画中温莉与斯卡对峙时的表现，得到了同网站的咲良·伊里斯（Sakura Eries）的称赞，表示自己「已在泪崩的边缘」；Active Anime的专栏作家霍利·艾林伍德（Holly Ellingwood）亦赞扬这一角色出场的情景，将其描述为一次「情感斗争」，並写道「她在（这）之后的个人行动是这些（故事）新章节中一部分引人入胜的东西」。艾林伍德同時赞扬了温莉在电视动画第一作系列中的出场，提到温莉「对一切机械的狂热和纯粹的热情，给在她到来前的可怕故事章节带来了一个可喜的变化」，但是她因温莉的角色未在「以贤者之石的调查为主线」的故事中段出现感到伤心。相似的评价来自UK Anime Network的本·摩斯克羅普（Ben Moscrop），他认为温莉前往拉修山谷的章节，因為在与艾力克兄弟的关連方面着重刻画了角色，从而切中温莉「真正的闪光点」。动画新闻网的卡洛·桑托斯（Carlo Santos）赞扬称温莉在北方与艾力克兄弟碰面一段的出场，对于她在故事中作为人质的现状而言是一个「彻底翻盘的要点」。
2009年在《月刊少年GANGAN》针对连载漫画角色的人气调查中，温莉作为十大人气角色的表现僅得第五名。2009年7月则入选《Newtype》调查得出的女性动画角色十强第九名。在2004年《Animage》的Anime Grand Prix动画奖项调查中，温莉在最热女性角色投票中位列第三。基于角色的周边商品，包括可动人偶、钥匙扣和眼罩也得到开发。